# Haliciclamina
Las haliciclaminas son alcaloides lipídicos aislados de esponjas (Haliclonia, Xestospongia).